# Victor Marijnen
Victor Gerard Marie Marijnen (21. února 1917 – 5. dubna 1975) byl nizozemský pravicový politik, představitel dnes již zaniklé Katolické lidové strany (Katholieke Volkspartij). V letech 1963–1965 byl premiérem Nizozemska. V letech 1959–1963 byl nizozemským ministrem zemědělství (ve vládě Jana de Quaye), v roce 1961 byl ve stejném kabinetu též krátce ministrem zdravotnictví a sociálních věcí. Po odchodu z vysoké politiky zamířil do té regionální, v letech 1968–1975 byl starostou Haagu.